# إريك أفيلا
إريك أفيلا (بالإسبانية: Eric Avila)‏ (24 نوفمبر 1987 بسان دييغو في الولايات المتحدة - ) هو لاعب كرة قدم مكسيكي في مركز الوسط. شارك مع منتخب الولايات المتحدة تحت 17 سنة لكرة القدم ومنتخب الولايات المتحدة تحت 20 سنة لكرة القدم. أما مع النوادي، فقد لعب مع أورلاندو سيتي وسانتوس لاغونا ونادي تورونتو ونادي دالاس ونادي شيفاز يو إس أي وTampa Bay Rowdies ‏ وSan Fernando Valley Quakes ‏ وVentura County Fusion ‏.

## وصلات خارجية
- إريك أفيلا على موقع الدوري الأمريكي (الإنجليزية)
- إريك أفيلا على موقع قاعدة بيانات كرة القدم.إي يو (الإنجليزية)
- إريك أفيلا على موقع Soccerway.com (الإنجليزية)
- إريك أفيلا على موقع عالم كرة القدم.نت (الإنجليزية)
- إريك أفيلا على موقع AS.com (الإسبانية)